# Supercoppa polacca 2014 (pallavolo femminile)
La Supercoppa polacca di pallavolo femminile 2014 si è svolta il 28 settembre 2014: al torneo hanno partecipato due squadre di club polacche e la vittoria finale è andata per la prima volta al Klub Piłki Siatkowej Chemik Police.

## Regolamento
Le squadre hanno disputato una gara unica.

## Squadre partecipanti
| Squadra       | Qualificazione                                                    | Ultima partecipazione   |
| ------------- | ----------------------------------------------------------------- | ----------------------- |
| Chemik Police | Vincitrice Liga Siatkówki Kobiet 2013-14/Coppa di Polonia 2013-14 | Debutto                 |
| Muszyna       | Finalista in Coppa di Polonia 2013-14                             | Supercoppa polacca 2011 |

## Torneo
| 28 settembre 2014 ?, ? Durata: ? - Spettatori: ? | Chemik Police | 3 - 1 | Muszyna | 25-20, 18-25, 25-20, 25-23 |